# Daniel Rincón (Tennisspieler)
Daniel Rincón Yagüe (* 7. Januar 2003 in Ávila) ist ein spanischer Tennisspieler.

## Karriere
Rincón gewann als sechster Spanier den Orange Bowl in der Kategorie U16. Bis 2021 spielte er auf der ITF Junior Tour. Bei seinem ersten Grand-Slam-Turnier war im Einzel, den French Open 2021 erreichte er das Viertelfinale. In Wimbledon war er im Doppel erfolgreich und konnte an der Seite von Abedallah Shelbayh ins Endspiel einziehen. Dort unterlagen sie Edas Butvilas und Alejandro Manzanera Pertusa. Das dritte und letzte Grand-Slam-Turnier seiner Juniorenkarriere, die US Open begann er als Dritter der Setzliste. Er schlug im Turnierverlauf drei gesetzte Spieler und im Finale die Nummer 1 der Junioren Shang Juncheng und gab dabei nur einen Satz ab. Nach dem Turnier stieg er bis Platz 2 der Junior-Rangliste.
Bei den Profis spielte Rincón sein erstes Turnier 2020. Im Folgejahr kam er auf der niedrigsten Turnierreihe, der ITF Future Tour in zwei Halbfinals, wodurch er Ende des Jahres in den Top 1000 der Tennisweltrangliste platziert war. 2023 hob Rincón sein Niveau deutlich. Er kam bei 9 Futures im Einzel mindestens ins Halbfinale, fünfmal stand er dann auch im Endspiel und zwei Titel gewann er letztlich. Im Doppel war er bei ebenfalls zweimal erfolgreich. In der Weltrangliste stieg er so in die Top 500 des Einzels ein. Mit dem dritten Titel Anfang 2023, im Einzel und Doppel, stand er im Januar kurz vor dem Einzug unter die Top 400.

## Erfolge
| Legende (Anzahl der Siege) |
| Grand Slam                 |
| ATP Tour Finals            |
| ATP Tour Masters 1000      |
| ATP Tour 500               |
| ATP Tour 250               |
| ATP Challenger Tour (6)    |

### Einzel

#### Turniersiege
| Nr. | Datum         | Turnier | Belag | Finalgegner   | Ergebnis  |
| --- | ------------- | ------- | ----- | ------------- | --------- |
| 1.  | 28. Juli 2024 | Tampere | Sand  | Calvin Hemery | 6:1, 7:64 |

### Doppel

#### Turniersiege

##### ATP Challenger Tour
| Nr. | Datum           | Turnier   | Belag     | Partner            | Finalgegner                                     | Ergebnis         |
| --- | --------------- | --------- | --------- | ------------------ | ----------------------------------------------- | ---------------- |
| 1.  | 8. April 2023   | Murcia    | Sand      | Abedallah Shelbayh | Marco Bortolotti Sergio Martos Gornés           | 7:63, 6:4        |
| 2.  | 5. Januar 2024  | Canberra  | Hartplatz | Abedallah Shelbayh | André Göransson Albano Olivetti                 | 7:64, 6:3        |
| 3.  | 6. April 2024   | Barcelona | Sand      | Oriol Roca Batalla | Jakob Schnaitter Mark Wallner                   | 5:7, 6:4, [11:9] |
| 4.  | 27. Juli 2024   | Tampere   | Sand      | Íñigo Cervantes    | Thomas Fancutt Johannes Ingildsen               | 6:3, 6:4         |
| 5.  | 8. Februar 2025 | Teneriffa | Hartplatz | Íñigo Cervantes    | Nicolás Álvarez Varona Iñaki Montes de la Torre | 6:2, 6:4         |